# Eishockey-Bayernliga 1997/98
Die Eishockey-Bayernliga 1997/98 wurde unter dem Dach des „Bayerischen Eissportverbandes“ (BEV) organisiert und ist die höchste Spielklasse des Landesverbandes Bayern. Die Bayernliga war nach der DEL, der 1. Liga Süd und der 2. Liga Süd eine der vierthöchsten Spielklassen im deutschen Eishockey.

## Saisonverlauf
Die Eishockey-Bayernliga 1997/98 war die dreißigste Ausspielung dieser Eishockeyliga und durch Einführung der Bundesliga 1998/99 auch die vorerst letzte Saison in der vierthöchsten Spielklasse.

### Modus
Die 16 Teilnehmer spielten eine Einfachrunde in zwei Staffeln (West und Ost) zu je acht Mannschaften. Die jeweils vier besten Mannschaften jeder Staffel qualifizieren sich für die gemeinsame Meisterrunde. Die restlichen Teams spielten in einer Abstiegsrunde. Meister und Vizemeister nahmen an der Aufstiegsrunde zur 2. Liga Süd teil. Die Plätze eins und zwei der Aufstiegsrunde waren für die 2. Liga Süd 1998/99 qualifiziert. Die drei Letzten der Abstiegsrunde stiegen direkt in die Landesliga Bayern ab.

## Teilnehmer
Nicht mehr dabei waren die Auf- und Absteiger der Vorsaison. Neu dabei waren die Aufsteiger (N) aus den Landesligen.
| Gruppe West - ESV Burgau - ERC Lechbruck - ECDC Memmingen - EV Lindau Islanders (N) | Gruppe West - EA Schongau - ESC Kempten - EV Fürstenfeldbruck - Wanderers Germering | Gruppe Ost - EV Dingolfing - EV Moosburg - TSV Trostberg - EHC Bad Aibling (N) | Gruppe Ost - ESC München (N) - ESC Vilshofen - Höchstadter EC (N) - DEC Frillensee Inzell |

(N) = Neu in der Liga / Aufsteiger

### Meisterrunde
|    | Mannschaft      | Sp | Tore   | Diff. | Pkte |
| -- | --------------- | -- | ------ | ----- | ---- |
| 1. | ESC München     | 14 | 116:41 | +75   | 25   |
| 2. | EHC Bad Aibling | 14 | 82:44  | +38   | 22   |
| 3. | EA Kempten      | 14 | 72:73  | −1    | 16   |
| 4. | EA Schongau     | 14 | 62:61  | +1    | 15   |
| 5. | EHC Memmingen   | 14 | 71:54  | +17   | 15   |
| 6. | Hochstadter EC  | 14 | 52:78  | −26   | 10   |
| 7. | EV Dingolfing   | 14 | 53:59  | −6    | 9    |
| 8. | ERC Lechbruck   | 14 | 38:136 | −98   | 0    |

 Meister und Aufstiegsrundenteilnehmer
 Vizemeister und Aufstiegsrundenteilnehmer  für die Bayernliga 1998/99 qualifiziert
 

### Abstiegsrunde
|    | Mannschaft          | Sp | Tore   | Diff. | Pkte |
| -- | ------------------- | -- | ------ | ----- | ---- |
| 1. | EV Fürstenfeldbruck | 14 | 100:43 | +57   | 19   |
| 2. | EV Moosburg         | 14 | 61:68  | −7    | 17   |
| 3. | TSV Trostberg       | 14 | 84:69  | +15   | 16   |
| 4. | ESV Burgau          | 14 | 65:56  | +9    | 15   |
| 5. | EV Lindau (N)       | 14 | 64:70  | −6    | 13   |
| 6. | ESC Vilshofen       | 14 | 78:83  | −5    | 13   |
| 7. | DEC Inzell          | 14 | 43:73  | −30   | 10   |
| 8. | EV Germering        | 14 | 47:81  | −34   | 9    |

 Absteiger in die Landesligen
 für die Bayernliga 1998/99 qualifiziert

## Aufstiegsrunde
An der vom DEB ausgerichteten Aufstiegsrunde zur 2. Liga Süd 1998/99 nahmen Meister und Vizemeister der Bayernliga,
der Sachsenmeister und der Meister aus der Region Südwest teil.
|    | Mannschaft                 | Sp | Tore  | Diff. | Pkte |
| -- | -------------------------- | -- | ----- | ----- | ---- |
| 1. | ESC München (Bayern 1)     | 6  | 63:15 | +48   | 18   |
| 2. | EHC Bad Aibling (Bayern 2) | 6  | 32:19 | +13   | 11   |
| 3. | ESC Dresden (Sachsen)      | 6  | 34:48 | −14   | 4    |
| 4. | ESV Hügelsheim (Südwest)   | 6  | 19:66 | −47   | 3    |

 Aufsteiger zur 2. Liga Süd 1998/99  Relegation

### Relegation
|                     |   |                 | Serie | 1   | 2   | 3   |
| ------------------- | - | --------------- | ----- | --- | --- | --- |
| Schwenninger ERC II | – | EHC Bad Aibling | 1:2   | 2:3 | 3:2 | 2:6 |

Damit hat sich der EHC Bad Aibling ebenfalls für die 2. Liga 1998/99 qualifiziert.